# 田中晶子
田中晶子（たなか あきこ）は、大阪府高槻市生まれのヴァイオリニストである。

## 経歴

### 生い立ち
4歳からヴァイオリンを始めた。1985年、桐朋女子高等学校音楽科に入学、1987年、高校3年生の時、第56回日本音楽コンクールで第3位を受賞した。この時の第1位は後輩の1年生諏訪内晶子だった。1988年、桐朋学園大学ディプロマコースへ進んだ。桐朋時代は辰巳明子に師事した。

### ヨーロッパ留学
1989年、大学を中退し、ロンドンのギルドホール音楽院に入学、4年間イフラ・ニーマンのクラスでヴァイオリンを学んだ。この間、1989年、ビシー国際音楽コンクールで第1位、1990年、シベリウス国際ヴァイオリン・コンクールで1位なしの第3位、1991年、第1回ハノーファー国際ヴァイオリン・コンクールで第6位を受賞した。1993年、ドイツのマンハイム音楽大学に移り、ワンダ・ウィウコミルスカに師事する。1996年、ヴィエニアフスキ国際ヴァイオリン・コンクールで1位なしの第3位、1998年、ミュンヘン国際音楽コンクール・デュオ部門（ピアノ：エフゲニー・シナイスキー）で第3位を受賞した。

## 近年の活動
ミュンヘンに在住し、主にヨーロッパで活動している。日本にもしばしば来日しており、大阪での演奏会が多い。